# 예산 상가리 미륵불
예산 상가리 미륵불(禮山 上加里 彌勒佛)은 대한민국 충청남도 예산군 덕산면 상가리에 있는 고려시대의 미륵불이다. 1984년 5월 17일 충청남도의 문화재자료 제182호로 지정되었다.

## 개요
충청남도 예산군 덕산면에 위치한 이 불상은 전체적으로 돌기둥 형태를 이루고 있다. 일반적으로는 미륵불로 불리지만 형태로 볼 때 관세음보살을 표현한 것이 분명하다.
머리에는 풀과 꽃무늬가 장식된 화려한 관(冠)을 쓰고 있으며, 관의 가운데에는 작은 부처가 조각되어 있다. 얼굴은 길쭉하며 양 볼에 두툼하게 살이 올라있다. 왼쪽 어깨를 감싸며 입은 옷은 선으로 새겼으며, 왼쪽 어깨에서 오른쪽으로 자연스럽게 흘러내리고 있다. 양 팔은 몸에 붙인 채 오른손은 가슴까지 들었고 왼손은 손바닥을 배에 대고 있다.
이 불상에 표현된 양식은 고려시대에 유행한 것으로 이런 유형의 불상은 충청도 지방에 널리 분포되어 있다.

## 참고 문헌
- 상가리미륵불 - 국가유산청 국가유산포털